# Indice Zimbabwe Industrial
Le Zimbabwe Industrial est un incide boursier de la bourse du Zimbabwe. Il se compose de 75 des principales capitalisations boursières du pays.

## Composition
Au 12 août 2011, le Zimbabwe Industrial se composait des titres suivants:
| Symbole     | Société                               | Poids indiciel | Secteur                   |
| ----------- | ------------------------------------- | -------------- | ------------------------- |
| ABCH ZH     | ABC Holdings                          | 1.2 %          | Finance                   |
| AFRE ZH     | Afre Corp                             | 0.31 %         | Finance                   |
| AFDIS ZH    | African Distillers                    | 0.27 %         | Consommation non cyclique |
| ZSI ZH      | African Sun                           | 0.21 %         | Consommation cyclique     |
| AICO ZH     | Aico Africa                           | 3.37 %         | Consommation non cyclique |
| ARTZDR ZH   | Amalgamated Regional Trading Holdings | 0.06 %         | N/A                       |
| APEX ZH     | Apex Corp of Zimbabwe                 | 0.02 %         | Industrie                 |
| ARISTON ZH  | Ariston Holdings                      | 0.16 %         | Consommation non cyclique |
| ASTRA ZH    | Astra Industries                      | 0.17 %         | Industrie                 |
| BARBI ZH    | Barbican Holdings                     | N/A            | N/A                       |
| BARC ZH     | Barclays Bank of Zimbabwe             | 3.12 %         | Finance                   |
| BORDER ZH   | Border Timbers                        | 0.33 %         | Matériaux                 |
| BAT ZH      | British American Tobacco Zimbabwe     | 0.38 %         | Consommation non cyclique |
| CAFCA ZH    | Cafca                                 | 0.13 %         | Industrie                 |
| CAIRNS ZH   | Cairns Holdings                       | 0.06 %         | Consommation non cyclique |
| CAPS ZH     | Caps Holdings                         | 0.03 %         | Santé                     |
| CBZ ZH      | CBZ Holdings                          | 2.43 %         | Finance                   |
| CELSYS ZH   | Celsys                                | 0.02 %         | Télécommunications        |
| CFI ZH      | CFI Holdings                          | 0.28 %         | Industrie                 |
| CHEMCO ZH   | Chemco Holdings                       | 0.03 %         | Matériaux                 |
| COLCOM ZH   | Colcom Holdings                       | 1.61 %         | Consommation non cyclique |
| DZLH ZH     | Dairibord Holdings                    | 2.24 %         | Consommation non cyclique |
| DAWN ZH     | Dawn Properties                       | 0.59 %         | Consommation cyclique     |
| DELTA ZH    | Delta Corp                            | 24.04 %        | Consommation non cyclique |
| ECWH ZH     | Econet Wireless Zimbabwe              | 10.62 %        | Télécommunications        |
| EDGARS ZH   | Edgars Stores Zimbabwe                | 0.99 %         | Consommation cyclique     |
| FLIFE ZH    | Fidelity Life Assurance Co            | 0.36 %         | Finance                   |
| FBCH ZH     | First Banking Corp Holdings           | 0.97 %         | N/A                       |
| GENL ZH     | General Beltings Holdings             | 0.02 %         | Industrie                 |
| GULL ZH     | Gulliver Consolidated                 | 0.01 %         | Industrie                 |
| HIPPO ZH    | Hippo Valley Estates                  | 5.14 %         | Consommation non cyclique |
| HUNYANI ZH  | Hunyani Holdings                      | 0.46 %         | Matériaux                 |
| INAF ZH     | Innscor Africa                        | 8.63 %         | Industrie                 |
| INTERFIN ZH | Interfin Financial Services           | 0.08 %         | N/A                       |
| INTF ZH     | Interfresh                            | 0.02 %         | Consommation non cyclique |
| LAFARGE ZH  | Lafarge Cement Zimbabwe               | 1.83 %         | Matériaux                 |
| MASH ZH     | Mashonaland Holdings                  | 1.37 %         | Industrie                 |
| MEDTECH ZH  | Medtech Holdings                      | 0.07 %         | Santé                     |
| KMAL ZH     | Meikles                               | 1.81 %         | Consommation non cyclique |
| MR ZH       | Murray & Roberts                      | 0.73 %         | Industrie                 |
| NAFH ZH     | National Foods Holdings               | 1.65 %         | Consommation non cyclique |
| NTS ZH      | National Tyre Services                | 0.32 %         | Consommation cyclique     |
| NICOZDI ZH  | Nicoz Diamond National Insurance Co   | 0.33 %         | Finance                   |
| NMBZ ZH     | NMBZ Holdings                         | 0.93 %         | Finance                   |
| OKZIMBAB ZH | OK Zimbabwe                           | 2.8 %          | Consommation non cyclique |
| OML ZH      | Old Mutual PLC                        | 2.4 %          | Finance                   |
| PADENGA ZH  | Padenga Holdings                      | 0.69 %         | N/A                       |
| PEARL ZH    | Pearl Properties                      | 0.91 %         | Finance                   |
| PELHAMS ZH  | Pelhams                               | 0.12 %         | Consommation cyclique     |
| PGIND ZH    | PG Industries                         | 0.42 %         | Industrie                 |
| PHOENIX ZH  | Phoenix Consolidated Industries       | 0.04 %         | Industrie                 |
| CLAN ZH     | Pioneer Corp Africa                   | 0.14 %         | Industrie                 |
| PWRSPD ZH   | Powerspeed Electrical                 | 0.12 %         | Industrie                 |
| PPC ZH      | Pretoria Portland Cement Co           | 1.29 %         | Matériaux                 |
| RADAR ZH    | Radar Holdings                        | 0.35 %         | Industrie                 |
| RTG ZH      | Rainbow Tourism Group                 | 1 %            | Consommation cyclique     |
| SEEDCO ZH   | Seed-Co                               | 5.97 %         | Consommation non cyclique |
| REDSTAR ZH  | Star Africa Corp                      | N/A            | N/A                       |
| ZSR ZH      | Star Africa Corp                      | 0.23 %         | Consommation non cyclique |
| STLN ZH     | Steelnet                              | 0.02 %         | Matériaux                 |
| TAHLDS ZH   | TA Holdings                           | N/A            | Industrie                 |
| TEDCO ZH    | TN Holdings                           | 0.17 %         | Consommation cyclique     |
| TPHL ZH     | Tractive Power Holdings               | 0.59 %         | Industrie                 |
| TRUST ZH    | Trust Holdings                        | 0.09 %         | N/A                       |
| TRUW ZH     | Truworths Zimbabwe                    | 0.93 %         | Consommation cyclique     |
| TSL ZH      | TSLLtd                                | 0.79 %         | Consommation non cyclique |
| TRNL ZH     | Turnall                               | 1.79 %         | Matériaux                 |
| TZI ZH      | TZI                                   | N/A            | N/A                       |
| WLDALE ZH   | Willdale                              | 0.16 %         | N/A                       |
| ZBFH ZH     | ZB Financial Holdings                 | N/A            | Finance                   |
| ZECO ZH     | Zeco Holdings                         | 0.01 %         | N/A                       |
| ZHL ZH      | Zimbabwe Holdings                     | N/A            | Finance                   |
| ZIMPAPER ZH | Zimpapers                             | 0.13 %         | #N/A N/A                  |
| ZIMPLOW ZH  | Zimplow                               | 0.87 %         | Industrie                 |
| ZPI ZH      | Zimre Property Investments            | 0.57 %         | Finance                   |